# Love is all you need
|  | Denne artikel er oprettet af botten PalnaBot ud fra en ekstern database. Den kan derfor have sproglige fejl eller mangler. Denne skabelon kan fjernes efter kontrol af indholdet. |

Love is all you need er en film instrueret af Frederiksen, Susanne.

## Handling
En kommentar til kærligheden, Peter Sellers og Beatles. En dans koreograferet for to dansere og to kameraer. Ved at inddrage og udforske de muligheder, videomediet giver, er det muligt at forstærke og fortætte oplevelsen af det fysiske udtryk i dansen på en måde, som der ikke er mulighed for i en sceneforestilling.